# Fiscalité en Azerbaïdjan
La législation fiscale de l'Azerbaïdjan est comprise dans la Constitution de la République d'Azerbaïdjan, le Code des impôts et les normes juridiques qui sont adoptées ici.  Les impôts perçus en Azerbaïdjan peuvent être généralement décomposés en trois principaux types : les impôts de l'État, les taxes d'autonomie république et les taxes locales (municipales). Les impôts d'État comprennent : l'impôt sur le revenu des particuliers, l'impôt sur les sociétés, la taxe sur la valeur ajoutée, la taxe d'accise, l'impôt foncier, la taxe routière, l'impôt sur les redevances minières et l'impôt simplifié. Impôts de l'autonomie république sont les mêmes que les impôts de l'État, mais perçus dans la République autonome du Nakhitchevan. 
Le Code fiscal de la République d'Azerbaïdjan a été approuvé le 11 juillet 2000 et comprend deux parties. La partie générale indique les droits et responsabilités des contribuables, des agents fiscaux et des autorités fiscales, les procédures d'enregistrement des taxes, le contrôle fiscal et l'audit. La deuxième partie, également appelée section spéciale, définit des taxes spécifiques et leurs bases, taux, calendriers de paiement et procédures. Il existe des procédures fiscales distinctes pour les Accords de Partage de Production. 
À partir de 2010, les recettes publiques provenant des impôts ont commencé à augmenter. Ainsi, en 2014, les recettes fiscales en pourcentage du PIB se sont élevées à 14,213 %. Les plus fortes parts des recettes fiscales provenaient de la taxe sur la valeur ajoutée et des impôts sur les bénéfices des sociétés en 2014. En 2015, les recettes fiscales en pourcentage du PIB étaient égales à 15,6 %.
L'organe exécutif central qui assure la mise en œuvre et le contrôle des politiques fiscales dans le pays, la collecte et le transfert des paiements d'impôts dans le budget du gouvernement est le ministère des impôts de la République d'Azerbaïdjan.
En Azerbaïdjan, le 1er janvier 2001, un nouveau code des impôts est entré en vigueur. Les taux de revenu personnel sont restés les mêmes, à des taux variant de 12 à 35 %, tout comme le taux d'imposition des sociétés, à 27 %. Cependant, à partir de 2005, le taux des sociétés a été fixé à 24 %. Le tableau d'amortissement révisé des actifs des entreprises favorise les investissements dans l'équipement de haute technologie et l'exploration pétrolière et gazière. Les taux d'amortissement sont de 10 % par an pour les bâtiments, de 25 % par an pour l'équipement et les ordinateurs, de 25 % pour les coûts géologiques et exploratoires et de 20 % par an pour tous les autres actifs. Cependant, l'amortissement accéléré est autorisé pour les dépenses en capital allouées à des fins de production à deux fois les taux standard. Ce montant comprend les dépenses liées à la construction des installations qui doivent être utilisées pour la fabrication des biens. La taxe sur la valeur ajoutée (TVA) a été réduite de 20 % à 18 %, tandis que la taxe foncière a été relevée de 0,5 % à 1 % de la valeur estimée. Une taxe sur les fonds routiers de 0,05 % sur le chiffre d'affaires a été supprimée, mais une taxe sur les routes a été imposée aux véhicules immatriculés à l'étranger et collectés par les autorités douanières. Il y a des cotisations sociales payées par l'employeur qui s'élèvent à 32 %, 30 % vont au fonds de protection sociale et 2 % vont au fonds pour l'emploi. Il existe des taxes d'accise, mais les droits d'accise payés pour les produits utilisés dans la production peuvent être déduits des droits d'accise perçus sur le produit fini. En 2001, les recettes publiques totales représentaient environ 21,4 % du PIB, tandis que les dépenses totales, y compris les prêts nets, ne représentaient que 20 % du PIB, produisant un solde budgétaire positif égal à 1,4 % du PIB.

## Régime fiscal
Actuellement, l'Azerbaïdjan a trois régimes fiscaux distincts. Ce sont les suivants: le régime fiscal statutaire, le régime fiscal applicable aux entreprises opérant dans le cadre d'accords de partage de production et le régime fiscal applicable aux sociétés opérant dans le cadre d'accords de gouvernement d'accueil.
Le régime fiscal légal est applicable à toutes les sociétés opérant en Azerbaïdjan, à l'exception de celles qui sont impliquées dans l'industrie pétrolière et gazière.
Le régime lié aux Accords de partage de la production (APP) couvre les règles applicables à plus de 20 (APP) existants. Milli Majlis a ratifié ces messages d'intérêt public.
Les règles relatives aux oléoducs Bakou-Tbilissi-Ceyhan et aux pipelines du Sud-Caucase sont régies par le régime fiscal des Accords de gouvernement hôte,.

## Procédures fiscales
L'année d'imposition en Azerbaïdjan commence le 1er janvier et se termine le 31 décembre. La déclaration d'impôt doit être remplie et soumise par les entreprises au plus tard le 31 mars suivant l'année civile et les utilisateurs de l'impôt simplifié doivent soumettre la déclaration au plus tard le 20 avril. Les personnes physiques qui ont séjourné en Azerbaïdjan 182 jours dans une année civile sont comptabilisées en tant que résidents et sont responsables du paiement des taxes. Les résidents d'Azerbaïdjan sont imposables sur leurs revenus internationaux, alors que les non-résidents sont imposables uniquement sur le revenu de source azerbaïdjanaise.
Les impôts peuvent être prélevés sur les personnes liées à des activités d'emploi, ainsi que sur les activités non entrepreneuriales telles que les revenus d'intérêts, les dividendes, les gains en capital et les redevances.
Les revenus agricoles, les dons et l'héritage des membres de la famille, les gains en capital, les revenus de la production artisanale, les prix de loterie, les pensions alimentaires et les reçus d'indemnisation sont exonérés d'impôt. Les déductions standard s'appliquent aux héros de guerre, à leurs familles et aux responsables militaires.

## Impôts d'État

### Impôt sur le revenu des personnes physiques
Les impôts sur le revenu en Azerbaïdjan sont fixés au taux progressif. La base imposable pour les résidents est un revenu qui a été gagné à l'intérieur ou à l'extérieur de l'Azerbaïdjan. Pour les non-résidents, les revenus imposés sont les suivants: les revenus qui sont à la fois liés et non liés à l'emploi, ainsi que tous les autres types de revenus qui ne sont pas exonérés ou qui résultent de la réévaluation des actifs. Le taux d'imposition sur le revenu des personnes physiques recevant moins de 2500 AZN est de 14 %, si le revenu est supérieur à 2500 AZN, alors la taxe de 25 % est prélevée sur la proportion qui dépasse 2500 AZN.

### Impôt sur le bénéfice des personnes morales
Le bénéfice est défini comme la différence entre les revenus et les dépenses. Les bénéfices de toutes les entreprises résidentes devraient être imposés. Si une personne morale est établie de façon permanente en Azerbaïdjan, ses bénéfices devraient être taxés. Sinon, il devrait être taxé à la source du paiement sans soustraire ses dépenses. Les gains résultant de la réévaluation des actifs ne sont pas imposables. Les bénéfices sont taxés au taux de 20 %.

### Taxe sur la valeur ajoutée
Le taux de la taxe sur la valeur ajoutée (TVA) est de 18 %. Tous les travaux, biens, services fournis et importations taxables constituent la base de l'imposition. Il existe également zéro (0) taux de TVA dans le pays pour les questions liées aux aides financières, à la diplomatie, au fret et aux biens de valeur.

### Taxe d'accise
Les taxes d'accise sont des taxes indirectes qui sont incluses dans le prix de vente des biens. Tous les produits soumis à accise qui sont produits ou importés en Azerbaïdjan sont soumis à taxation. L'alcool et tous les types de boissons alcoolisées, les produits du tabac, les véhicules légers, les transports flottants de loisirs et sportifs, le platine importé, l'or et les bijoux sont soumis à la taxe d'accise. Il n'y a pas de taux d'imposition fixe pour tous les types de biens, mais plutôt des taux différents pour chacun des produits et leurs montants. Par exemple, les vins et les vignes sont taxés à 0,1 AZN par litre.

### Taxe de propriété
La base imposable de l'impôt foncier pour les personnes physiques est la valeur des bâtiments et de leurs parties, de tout transport ou installation d'eau et d'air. Pour les entreprises légales, il s'agit uniquement de la valeur annuelle moyenne des actifs fixes. Les taux sont spécifiés en fonction de la zone où les bâtiments sont situés. Ainsi, pour Bakou, il est de 0,4 AZN par mètre carré, régions de Gyandja, Sumgait et Abcheron - 0,3 AZN, autres villes et régions - 0,2 AZN, villes et villages de subordination régionale - 0,1 AZN.

### Taxe foncière
Les résidents, ainsi que les non-résidents et les entreprises sont obligés de s'inscrire pour payer des impôts après avoir prouvé leurs droits d'utilisation des terres, et indépendamment des résultats des activités économiques sur le terrain lui-même, il est obligatoire de payer l'impôt foncier. Les taux d'imposition diffèrent selon le but de l'utilisation et la zone où le terrain est situé. Généralement, les taux d'imposition sont plus élevés pour les grandes villes et les villes industrielles. Les taxes foncières à usage agricole sont de 0,06 AZN pour chaque point conventionnel.

### Impôts sur la route
La base imposable pour ce type de taxe est constituée des véhicules automobiles importés dans le pays par des non-résidents et utilisés pour le transport, ainsi que de tous les carburants, diesel qui ont été produits ou importés en République d'Azerbaïdjan pour un usage domestique. Les taxes pour les voitures sont calculées en fonction de la cylindrée du moteur et de la période de présence, pour les bus - nombre de sièges et période de présence, pour les camions - nombre d'axes et période de présence. Généralement, ces taxes peuvent varier de 20 USD à 2800 USD et plus. Pour le transport, la livraison de marchandises dangereuses est une procédure de calcul spécifique.

### Redevance (taxe minière)
Ces taxes sont payées par les entités physiques et les entreprises qui extraient des ressources minérales du territoire de la République d'Azerbaïdjan, y compris la zone de la mer Caspienne qui appartient au pays. Les taux d'imposition pour le pétrole brut est de 26 %, le gaz naturel - 20 %, tous les types de métaux - 3 %.

### Taxe simplifiée
L'impôt simplifié s'applique aux entités dont le volume de transactions n'excède pas 200 000 AZN au cours de 12 mois consécutifs. Le volume brut des flux de trésorerie reçus au titre des biens et services fournis est soumis à l'impôt. Le taux d'imposition simplifié pour Bakou est de 4 %, pour les autres régions - 2 % pour les activités de négoce - 6 % pour l'activité de restauration collective - 8 %.